# ジョルジュ・ウォランスキ
ジョルジュ・ウォランスキ（Georges Wolinski、1934年6月28日 - 2015年1月7日）は、フランスの漫画家、風刺漫画家。『アラキリ』、『シャルリー・エブド』、『リュマニテ』、『パリ・マッチ』など多くの新聞に風刺画を掲載し、また『シャルリー・エブド』（『月刊シャルリー』）の編集長を務めた。
2015年のシャルリー・エブド襲撃事件でイスラム過激派に殺害された。

## 経歴

### 生い立ち
ジョルジュ・ウォランスキは当時フランス領だったチュニジアのチュニスでイタリア系フランス人の母親ローラ・ベムバロンとポーランド系ユダヤ人の父親ジークフリート・ウォランスキの間に生まれた。1936年、2歳のときに父親が元従業員に殺害され、母親も病気がちだったため、母方の祖父母に育てられた。第二次世界大戦直後の1945年にフランス本土に移住。既に高校生の頃から『Le Potache libéré (解放された高校生)』という学校新聞を発行していた。
1961年にジャクリーヌ・サバと結婚。2子を儲けたが、ジャクリーヌは1966年に交通事故で死亡した。

### デビュー
ウォランスキは当初、フォントネー＝スー＝ボワの義父の織物会社に雇用されていたが、1958年に園芸雑誌『リュスティカ (Rustica)』の編集スタッフに加わった。
風刺雑誌『アラキリ』の編集長フランソワ・カヴァナに風刺画を送ったところ、1960年に同誌に参加することになり、さらに1968年には『ジュルナル・ドュ・ディマンシュ』に参加。ここで作家・ジャーナリストのマリーズ・バシェール (マリーズ・ウォランスキ) に出会い、結婚した。また、企業広告なども多数引き受けている。

### 主な活動舞台

#### 『アラキリ』
1960年以降、「ショロン教授」ことジョルジュ・ベルニエとフランソワ・カヴァナが創刊した『アラキリ』に参加した。

#### 『過激派』
フランス五月革命 (Mai 68) の間、シネ (Siné; Maurice Sinet) とともに『過激派 (L’Enragé)』を創刊し、政治色の強い風刺画を発表。この新聞は短命だったが、これを機会に、以後、『アラキリ・エブド (Hara-Kiri Hebdo)』にも政治・社会批判を目的とした風刺画を描くようになった。

#### 『フランス・ソワール』
『フランス・ソワール(France-Soir)』の社会批判のページに風刺画を掲載した。彼は「みんなと同じように社会を批判しただけでなく、この新聞の経営者のことも批判した」。結果、間もなく、この新聞を離れることになった。

#### 『月刊シャルリー』
1970年から1981年まで『月刊シャルリー (Charlie Mensuel)』の編集長を務めた。

#### 『シャルリー・エブド』
『アラキリ』が発禁処分を受けた後、『シャルリー・エブド』に参加。ウォランスキの活躍舞台となり、ウォランスキ風の (wolinskien) スタイルを確立し、「ムッシュー、私は報道の自由に賛成です。ただし、報道機関がこれを盾に取って好き勝手なことを言うのには賛成できません」、「ムッシュー、時々疑問に思うのですが、共産主義者を厄介払いするような男を相手にわざわざ戦争をする必要があるのでしょうか」、「社会主義とは大麻のようなものですね。それ自体は無害だとしても、共産主義のようなもっと強い薬物を求めるようになりますから」などの名言を生み出した。

#### 『リュマニテ』

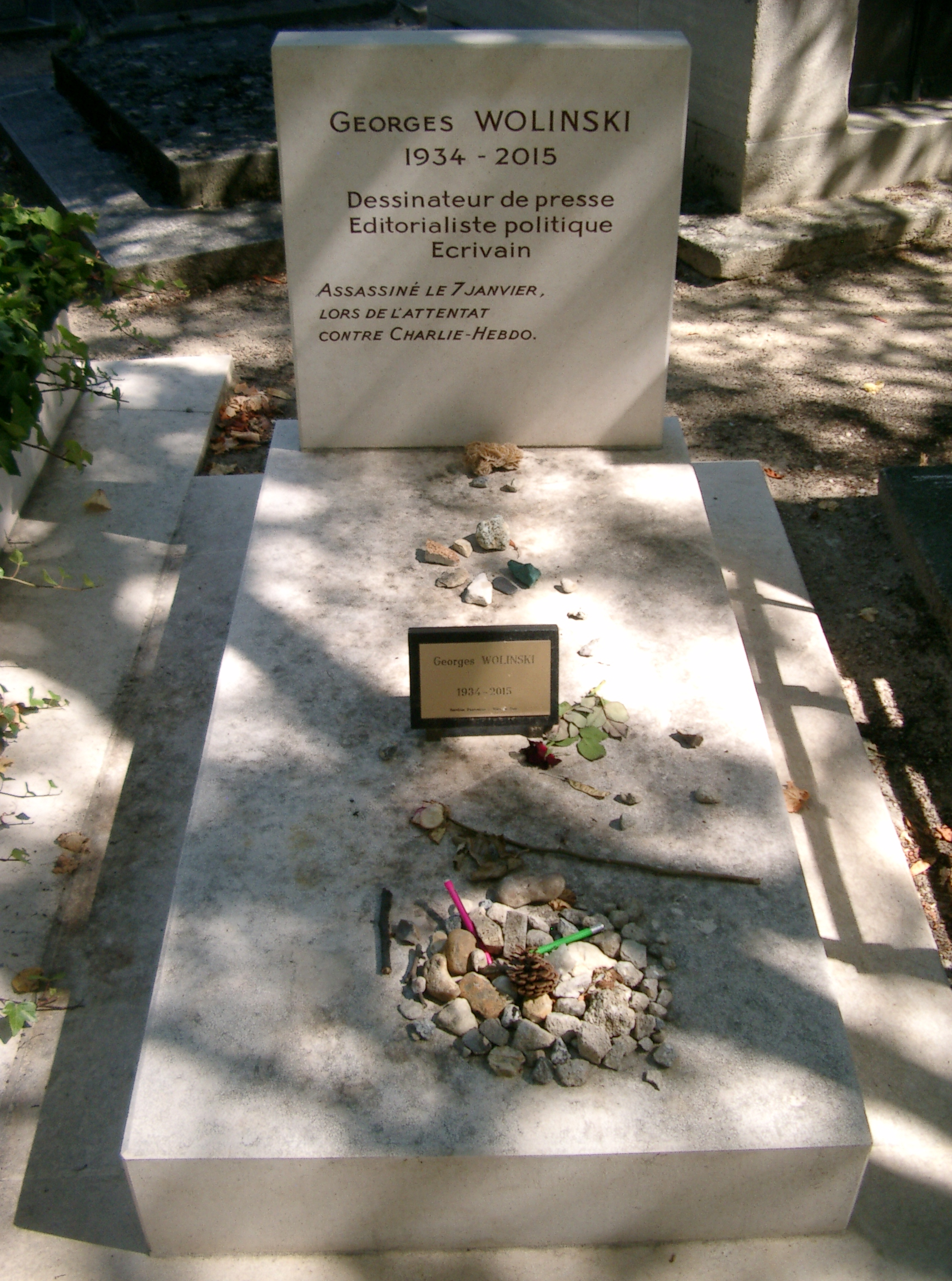
ジョルジュ・ウォランスキの墓（モンパルナス墓地）

ウォランスキのユーモアが気に入った共産党の機関誌『リュマニテ』の編集長ローラン・ルロワ (Roland Leroy) が、ウォランスキに同紙の公式風刺画家にならないかと提案し、「思う存分、飛び跳ねていい (y caracoler en toute liberté)」と約束した。ウォランスキは「正直になるのは楽しいから」とこれを引き受け、フランソワ・カヴァナをひどく失望させた。これまでのトレードマークだった辛辣さは影を潜め、滑稽さを際立たせる風刺画を描くようになり、以後は『アラキリ』や『シャルリー・エブド』にも同様の風刺画を掲載した。

#### 『パリ・マッチ』
最後にグラビア誌『パリ・マッチ』にも画を掲載するようになり、ジャン=ジャック・サンペ風の画を描いている。

### 受賞歴等
1998年、全作品についてガット・ペリッヒ・ユーモア国際賞を受賞。
2005年に、全作品についてアングレーム国際漫画祭 グランプリを受賞。同年、レジオンドヌール勲章を贈られた。
2006年3月15日、ムハンマドの風刺画掲載事件に関わった風刺画家に敬意を表して、フランス文化・通信省及び『ル・ポワン』紙の主催による風刺漫画のためのソワレが開催され、ジョルジュ・ウォランスキはルノー・ドヌデュー・ド・ヴァーブル文化相から、風刺漫画の伝統を守り、かつ、これを促進するための使命を付与された。
ウォランスキは2011年にフランス国立図書館 (BNF) に過去50年間の自作約千枚を寄贈していた。BNFは翌2012年から妻マリーズ・ウォランスキの許可を得てこれらを電子化し、2019年、BNFの電子図書館ガリカで無料で閲覧できるようになった。

## 著書
- Histoires lamentables (嘆かわしい話) (1965)
- Ils ne pensent qu'à ça (男はこんなことばかり考えている) (1967)
- Je ne veux pas mourir idiot (バカで死にたくない) (1968)
- Hit parade (ヒットパレード) (1969)
- Je ne pense qu'à ça ! (僕はこんなことばかり考えている！)(3巻 1969 - 1972)
- Il n'y a pas que la politique dans la vie... (人生はかけひきだけではない) (1970)
- La Vie compliquée de Georges le tueur (殺し屋ジョルジュの複雑な人生) (1970)
- Paulette (ポーレット)(7巻; 1971 - 1984 ; シナリオのみ、絵はジョルジュ・ピチャール)
- On ne connait pas notre bonheur (自分たちの幸せはわからない) (1972)
- C'est pas normal (それって普通じゃない)(1973)
- Il ne faut pas rêver (夢見てはいけない)(1974)
- Les Français me font rire (フランス人は笑わせる) (1975)
- Giscard n'est pas drôle (ジスカールは面白くない) (1976)
- C'est dur d'être patron (経営者はつらいよ) (1977)
- Cactus Joe (カクタス・ジョー) (1977)
- Wolinski dans l'Huma (ウォランスキ、『リュマ』に参加) (3 tomes, 1977 à 1980)
- Dessins dans l'air (広まっていく画) (1979)
- J'étais un sale phallocrate (僕は嫌な男性優越主義者だった) (1979)
- Mon corps est à elles (僕の身体は女性たちのもの) (1979)
- La Reine des pommes (リンゴの女王) (1979 ; チェスター・ハイムズの同名の小説に基づく作品)
- À bas l'amour copain ! (くたばれ、友達の愛) (1980)
- Ah, la crise ! (ああ、危機) (1981)
- Carnets de croquis 1965-1966 (クロッキー手帳 1965-1966) (1981)
- Les Pensées (想い) (1981)
- La Divine sieste de papa (パパの神聖なる昼寝) (2巻; 1981, 1987, シナリオはマリーズ・ウォランスキと共作)
- Les Romans photos du professeur Choron (ショロン教授のフォト漫画) (1981; シナリオの共作のみ)
- Tout est politique (すべてかけひき) (1981)
- À gauche, toute ! (全員、左向け！) (1982)
- La Bague au doigt (薬指の指輪) (1982)
- Junior (ジュニア) (1983)
- Aïe ! (痛い！) (1984)
- On a gagné ! (勝った！) (1985)
- Tu m'aimes ? (私のこと、愛してる？) (1985)
- Je cohabite ! (同居！) (1986)
- Le Programme de la Droite (右派の公約) (1986)
- Bonne Année (良いお年を) (1987)
- Gaston la bite (ペニスのガストン) (1987)
- Il n'y a plus d'hommes ! (もう男はいない) (1988)
- Plus on en parle ... (あの話をすればするほど) (1989)
- Tout va trop vite! (何もかも速すぎる) (1990)
- Elles ne pensent qu'à ça ! (女はこんなことばかり考えている！) (1991)
- J’hallucine ! (幻覚だ！) (1981)
- Les Socialos (社会党員) (1991)
- Vous en êtes encore là, vous ? (まだそこまで行くの？) (1992)
- La Morale (モラル) (1992)
- Le Bal des ringards (落ち目芸人のダンスパーティ) (1993)
- Dis-moi que tu m'aimes ! (愛してるって言って！) (1993)
- Les Cocos (ココ) (1994)
- Enfin, des vrais hommes ! (ついに本物の男) (1994)
- Scoopette (スクーペット) (1994)
- Il n'y a plus de valeurs ! (もう価値はない！) (1995)
- Nous sommes en train de nous en sortir (今、切り抜けようとしているところ) (1995)
- Sacré Mitterrand ! (とんでもないミッテラン！) (1996)
- Sexuellement correct ! (セクシュアル・コレクトネス！) (1996) [cf. ポリティカル・コレクトネス]
- Viva Chiapas (ヴィヴァ・チアパス) (1996)
- Cause toujours! (今でも貫いている！) (1997)
- Fais-moi plaisir (イかせて) (1997)
- Monsieur Paul à Cuba (キューバのポール氏) (1998)
- Trop beau pour être vrai ! (誘惑に注意！) (1998)
- Pauvres chéries ! (かわいそうに！) (1999)
- Sales gosses (仕様のない子) (1999)
- Brèves sucrées et salées de salons de thé (サロンドテの甘口・辛口5W)(2000)
- Salut les filles ! (ヘイ、ガール！) (2000)
- Mes aveux (告白) (2000)
- Le Sens de l'humour (ユーモアのセンス) (2000)
- Je montre tout ! (全部見せる！) (2001)
- Pauvres mecs ! (気の毒なやつ！) (2001)
- Tout est bon dans l'homme (あの男はすべて良し) (2001)
- Les Droits de la femme (et de l’homme) (女権 (そして男権)) (2002)
- Le Meilleur de Wolinski (ウォランスキ・ベスト) (2002)
- Les Secrets d'un couple heureux (幸せな夫婦の秘訣) (2003)
- Demain, il fera jour (明日は明るい) (2004)
- Une vie compliquée (複雑な人生) (2004)
- C'est la faute à la société (社会のせいだ) (2006)
- Carnets de voyage (旅行手帳) (2006)
- La Success story du président (大統領のサクセスストーリー) (2006) [cf. ジャック・シラク]
- Bonne fête Nicolas (ニコラ、おめでとう) (2007)
- Merci Hannukah Harry (ハヌカ・ハリー、ありがとう) (2007 ; シナリオ: ピエール＝フィリップ・バルカ))
- La France se tâte (ためらうフランス) (2008)
- Les Femmes sont des hommes comme les autres (女は女以外と同じように男だ) (2009)
- Pitié pour Wolinski (ウォランスキにお赦しを) (2010)
- La Sexualité des français (フランス人のセクシュアリティ) (2010)
- Vive la france ! (フランス万歳！) (2013)
- Les Villages des femmes (女の村) (2014)
- Le bonheur est un métier (幸せは仕事だ), Glénat (2016)
- Les falaises (絶壁), Seuil (2018; 序文：エリザベート・ルディネスコ（フランス語版）)